# Massaker von Celle
Das Massaker von Celle, euphemistisch „Celler Hasenjagd“ genannt, war ein Endphaseverbrechen. Ihm fielen am 8. April 1945 bei Celle mindestens 170 KZ-Häftlinge zum Opfer. Ein Räumungstransport war bombardiert worden, wonach die überlebenden Häftlinge zunächst in Freiheit gelangten, danach verfolgt und schließlich ermordet wurden.

## Räumungstransport
Bei Annäherung der Alliierten am 7. April 1945 stellte die SS im Außenlager Salzgitter-Drütte einen Räumungstransport mit Zielort KZ Bergen-Belsen zusammen. Dort wurden auch Zwangsarbeiter eines Lagers aus Salzgitter-Bad zusammengezogen, und es kamen weitere Häftlinge aus dem KZ-Außenlager Holzen (bei Eschershausen) hinzu. In der Nacht zum 8. April wurden 3800 bis 4500 Männer, Frauen und Jugendliche mit einem Zug abtransportiert. Der Zug erreichte am Nachmittag den Celler Güterbahnhof.
Bevor die Fahrt am Abend planmäßig fortgesetzt werden konnte, setzte ein schwerer Luftangriff auf Celle ein, bei dem auch der Zug getroffen wurde. Nach einigen Angaben kamen bei diesem Luftangriff über die Hälfte der Häftlinge ums Leben; andere halten eine Zahl zwischen 400 und 1000 für wahrscheinlicher.

## Jagd auf die Häftlinge
Überlebende Häftlinge flohen in das nahegelegene Waldgebiet Neustädter Holz oder tauchten im Stadtbereich auf. Auf der Suche nach Schutz, Nahrungsmitteln und Zivilkleidung drangen einige der Flüchtlinge in Läden und Privathäuser ein, deren Bewohner sich im Luftschutzkeller aufhielten. Während manche zunächst ungestört blieben oder man sie gewähren ließ, wurden andere von Einheimischen umgehend vertrieben.
Die Überlebenden des SS-Begleitkommandos bewachten eingefangene Häftlinge und nahmen vermutlich nicht an der folgenden Durchkämmungsaktion teil. Eine Wehrmachtskompanie sowie eine in der Nähe stationierte SS-Einheit verstärkten die örtliche Polizei. Die gesammelten Einsatzkräfte erhielten Befehl, die Häftlinge festzunehmen. Wer plünderte, Widerstand leistete oder flüchtete, sollte sogleich erschossen werden. Das sofortige Erschießen wurde mit der Dienstanweisung zur Postenpflicht begründet. Bis tief in die Nacht waren Schüsse und Schreie zu hören. Um Mitternacht waren die meisten überlebenden Häftlinge auf einem Sportplatz zusammengetrieben worden. An der am 9. April folgenden Nachsuche in Häusern und Gärten beteiligten sich auch Zivilisten und Volkssturmmänner; sie erschlugen oder erschossen manche Häftlinge. 30 Häftlinge exekutierten sie als angebliche Plünderer.
Im Neustädter Holz, in das viele Häftlinge sich geflüchtet hatten, dauerte die Suche bis zum 10. April an; dabei kamen Schusswaffen zum Einsatz. Einigen Häftlingen gelang es, sich bis zum Eintreffen der alliierten Befreier verborgen zu halten. Andere hielt die Bevölkerung fest und übergab sie an deutsche Wehrmachtseinheiten.
Die Aktion führte zur erneuten Gefangennahme von rund 1100 Häftlingen. Nach älteren Angaben wurden wahrscheinlich 200 bis 300 Häftlinge erschossen; als gesichert gilt eine Mindestzahl von 170 Massakeropfern.

## Weiterer Ablauf
Aus ungeklärten Gründen überließ die dezimierte SS-Bewachung einen Teil der Gefangenen der Wehrmacht und trieb etwa 500 (nach anderen Angaben über 2000) weiter nach Bergen-Belsen. Auf diesem Todesmarsch erschoss die SS entkräftete Häftlinge, die nicht mehr weitermarschieren konnten, am Wegesrand.
Die andere Gruppe blieb in einer geräumten Kaserne in Celle zurück. Die Verantwortung für dieses „improvisierte Konzentrationslager“ bekamen ein für das Kriegsgefangenenwesen zuständiger Hauptmann sowie die Stadtverwaltung, die für Verpflegung und ärztliche Versorgung der Gefangenen sorgen sollten. Dies wurde nicht oder nur gänzlich unzureichend erledigt. Bei der kampflosen Übergabe der Stadt am 12. April 1945 fanden die britischen Truppen Hunderte unversorgter Menschen vor, darunter zahlreiche Sterbende sowie Tote. 162 der Befreiten lieferten sie alsbald in ein Hilfskrankenhaus ein.
Nach Angaben von Daniel Blatman erlebten nur 1500 der Häftlinge des Transports den Tag der Befreiung.

## Reaktion
In Celle begegneten britische Soldaten erstmals einer großen Anzahl von KZ-Häftlingen verschiedener Nationalitäten, die halbverhungert und in völlig verwahrlostem Zustand zwischen Sterbenden und Toten gefangen gehalten waren. Dies führte zu einer schwerwiegenden Belastung des Verhältnisses zwischen den Besatzern und der Zivilbevölkerung.
Ermittlungen führten ab 2. Dezember 1947 zum „Celle Massacre Trial“ vor einem britischen „Hochgericht der Kontrollkommission“ im Kaiserin-Auguste-Viktoria-Gymnasium in Celle, der im April und Mai 1948 in Hannover und wiederum in Celle eine Fortsetzung fand. Drei Angeklagte wurden zum Tode verurteilt, vier erhielten Haftstrafen zwischen vier und zehn Jahren, sieben wurden freigesprochen. Die Todesurteile wurden später aufgehoben bzw. in Haftstrafen gewandelt; alle schuldig Gesprochenen wurden bis Ende 1952 vorzeitig entlassen. Das letzte Verfahren wurde 2007 eingestellt.

## Verdrängung und Aufarbeitung

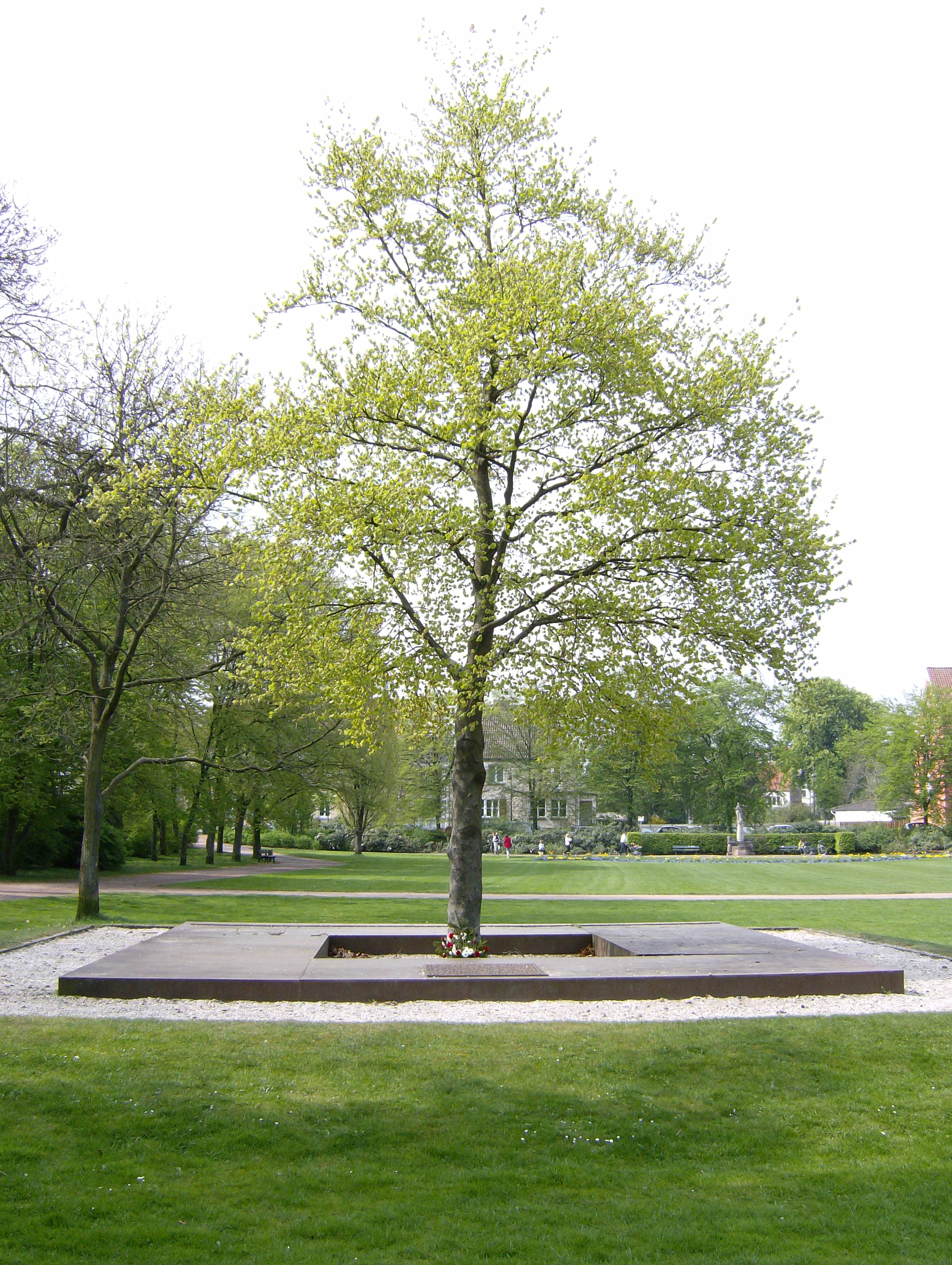
Denkmal in der Celler Parkanlage an der Trift

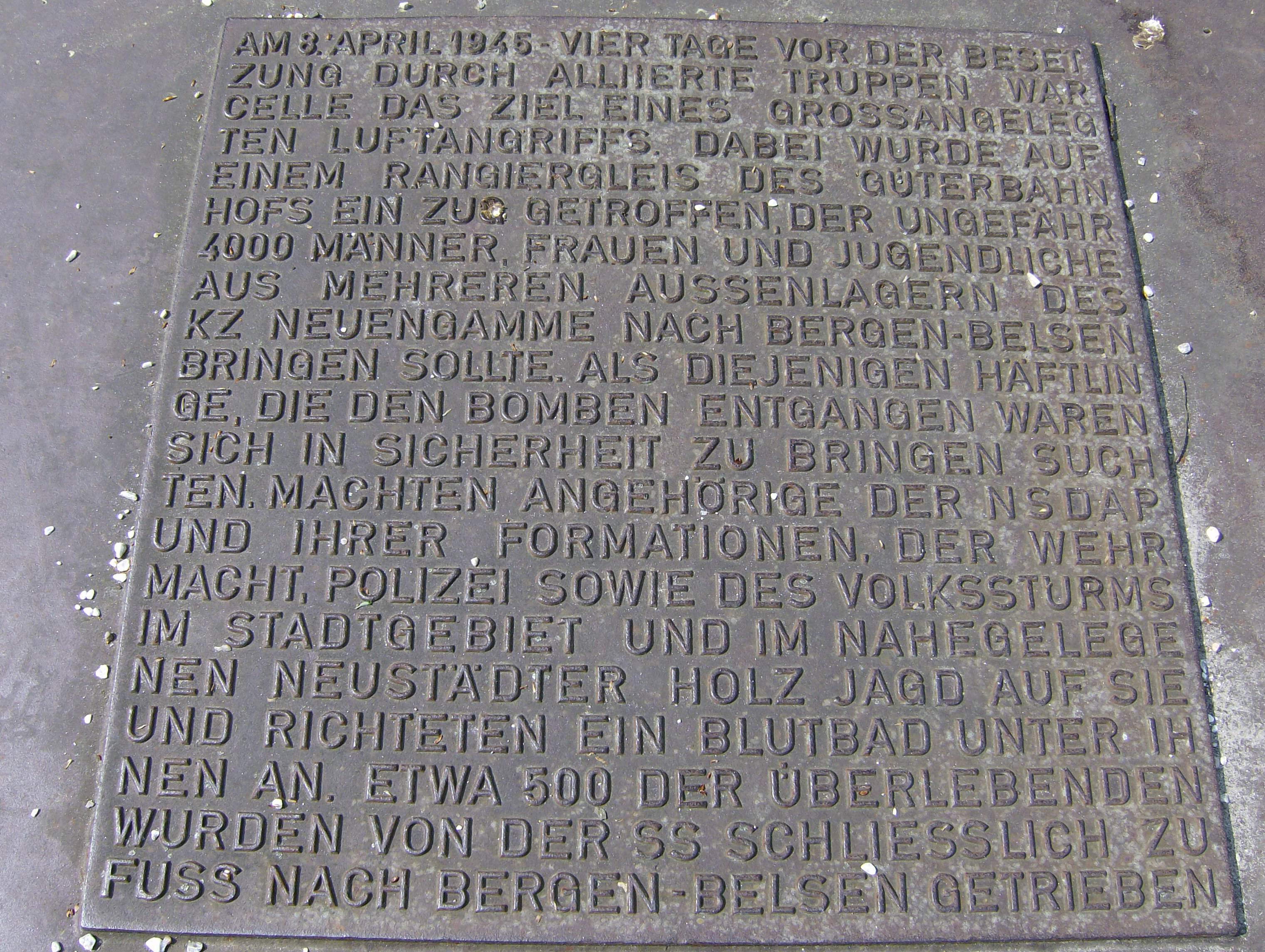
Inschrift am Fuß des Baumes

Die Opfer des Luftangriffs auf dem Güterbahnhof waren in Bombentrichtern verscharrt worden. Lediglich 33 von ihnen waren vorher durch ihre Lagernummer identifiziert worden. 1946 begann man, Grabstätten im Neustädter Holz und an der Straße nach Bergen-Belsen zu suchen. Von den aufgefundenen 324 erschossenen oder erschlagenen Opfern, die auf dem Waldfriedhof beigesetzt wurden, konnten nur 65 identifiziert werden.
1949 wurde auf dem Waldfriedhof eine „Ruhestätte für Opfer des Zweiten Weltkrieges“ errichtet, die keine weiteren Angaben über die Ermordung Hunderter von KZ-Häftlingen machte. Lokalhistorische Veröffentlichungen gaben bis 1978 Darstellungen, die „eine größere Anzahl von Zivilpersonen und ungezählte Häftlinge eines Konzentrationslagers“ als Opfer des Bombenangriffs erwähnten, die weiteren Vorkommnisse aber aussparten.
In den frühen 1980er Jahren wuchs das Interesse, die Vorgänge aufzuklären. Dies mündete 1989 in die Expertise eines Fachhistorikers und 1992 die Errichtung eines zwischen Bahnhof und Innenstadt errichteten Denkmals mit einer Inschrift, die sich nicht auf die Darstellung des Luftangriffs beschränkt. Dieses von Johnny Lucius geschaffene Denkmal, ein Eisenrahmen mit Schrifttafel, der ein Kiesbeet mit einer Rotbuche umfasst, liegt etwas abseits der Wege. Aufgrund der Bauweise ist die Stelle nur bei näherer Betrachtung, insbesondere der Schrifttafel, als Denkmal erkennbar. Das Stahlquadrat symbolisiert den endlosen Leidensweg, die Buche die Hoffnung auf eine menschlichere Zukunft. Das Werk ist das Resultat eines vom Celler Stadtrat ausgeschriebenen Wettbewerbes, da eine ursprünglich am Celler Bahnhof geplante Gedenktafel seitens der Deutschen Bundesbahn nicht genehmigt wurde.

## Musikalische Geschichtskultur
Die Deutschpunk-Band Alarmsignal aus Celle hat das Massaker von Celle auf ihrem Album „Attaque“ (2018) musikalisch verarbeitet.

## Ähnliche Ereignisse
- „Mühlviertler Hasenjagd“, Massaker an ca. 500 Häftlingen des österreichischen KZs Mauthausen ab 2. Februar 1945
- „Kremser Hasenjagd“, Massaker an Häftlingen des österreichischen Zuchthauses Stein ab 6. April 1945